# Fuori
Fuori is een Italiaans-Franse biografische dramafilm uit 2025, geregisseerd en mede geschreven door Mario Martone en gebaseerd op de autobiografische roman L'università di Rebibbia van Goliarda Sapienza, uit 1983. De hoofdrollen worden vertolkt door Valeria Golino, Matilda De Angelis en Elodie.

## Verhaal
In 1980 wordt de verarmde schrijfster Goliarda Sapienza gearresteerd wegens diefstal van juwelen. Ze krijgt een gevangenisstraf van vijf dagen waarbij ze twee jonge gevangenen ontmoet en na hun vrijlating ontwikkelen de drie vrouwen een hechte band.

## Rolverdeling
| Acteur             | Personage         |
| ------------------ | ----------------- |
| Valeria Golino     | Goliarda Sapienza |
| Matilda De Angelis | Roberta           |
| Elodie             | Barbara           |
| Corrado Fortuna    |                   |
| Stefano Dionisi    |                   |
| Antonio Gerardi    |                   |
| Francesco Gheghi   |                   |

## Productie
Fuori werd geregisseerd door Mario Martone. De Italiaanse regisseur haalde de inspiratie voor zijn film uit de autobiografische roman L'università di Rebibbia van de overleden Italiaanse actrice en schrijfster Goliarda Sapienza, een verslag van haar tijd in de gevangenis dat in 1983 werd gepubliceerd en dat slechts een beperkt commercieel succes kende. Martone schreef het scenario samen met zijn vrouw Ippolita Di Majo. Jacopo Quadri, met wie de regisseur bij al zijn speelfilms heeft samengewerkt, fungeerde als editor.

### Filmopnames
De filmopnames gingen in juni 2024 van start in Rome en duurden acht weken. Er werd ook gefilmd in Fregene en Maccarese.

## Release
Fuori ging op 20 mei 2025 in première op het Filmfestival van Cannes in de competitie voor de Gouden Palm.

## Prijzen en nominaties
De belangrijkste:
| Jaar | Prijs                   | Categorie   | Genomineerde(n) | Uitslag     |
| ---- | ----------------------- | ----------- | --------------- | ----------- |
| 2025 | Filmfestival van Cannes | Gouden Palm | Mario Martone   | Genomineerd |